# Formación Cheuquemó
La formación Cheuquemó es una formación geológica de rocas sedimentarias del Oligoceno tardío y Mioceno temprano en el centro-sur de Chile.

## Descripción
Sus secciones inferiores están formadas por conglomerados, luego siguen sucesiones de areniscas, tobas y lutitas ricas en material orgánico. La formación indica que la sedimentación ocurrió en un estuario y otros ambientes continentales (no marinos). Contiene fósiles de los siguientes géneros de moluscos: Mytilus, Cardium y Turritellopsis. Estratigráficamente, se superpone al Complejo Metamórfico Bahía Mansa y subyace a la formación Santo Domingo, del Mioceno.
La formación es muy similar a los estratos de Pupunahue que se encuentran más al norte, con la única diferencia de que el conjunto fósil en ambos parece indicar edades diferentes. Mientras que Cheuquemó tiene posiblemente unos 14 millones de años (Mioceno), los estratos de Pupunahue tienen entre 35 y 25 millones de años (Eoceno-Oligoceno). La fuerte deformación que se aprecia en la localidad típica de la formación (en la localidad de Cheuquemó, comuna de Río Negro), indica que participó de plegamientos y perturbaciones tectónicas ocurridas en el Mioceno.